# Jimmy Wang
Jimmy Wang (echte naam Wang Yeu-tzuoo, Saoedi-Arabië, 8 februari 1985) is een Taiwanees tennisser. Hij heeft nog geen grandslamtoernooien gewonnen, maar deed over meerdere jaren wel mee met deze toernooien. Hij heeft nog geen ATP-titel of -finale behaald. Wel heeft hij vijf challengers in het enkelspel en één challenger in het dubbelspel op zijn naam staan.

## Jaarverslagen

### 2000
Kreeg zijn eerste punten door de halve finale van Jakarta Futures te bereiken.

### 2001
Maakte zijn Davis Cup-debuut tegen Pakistan, waar hij enkele partijen won. Won ook een ronde tegen Maleisië. Won een futures-titel in Fukuoka, Japan. Futures-finalist in Kaohsiung, Taiwan en Nonthaburi, Thailand. Had een 26-10 futures-winst/verlies-balans. Won twee dubbelspeltitels in de futures-toernooien van Manilla.

### 2002
Won twee rondes in de Davis Cup tegen Hongkong. Won zijn eerste challengertoernooi in Fargʻona tegen Tuomas Ketola. Won futures-toernooien in Oezbekistan en Verenigde Staten. Bereikte ook drie keer de finale in een futures-toernooi. Bereikte een winst/verlies-balans van 25-8 in de futures-toernooien en 8-8 in de challengertoernooien.

### 2003
Zijn eerste verloren partij in de Davis Cup was tegen Ben-Qiang Zhu (China). Hij herpakte zich en won de volgende ronde tegen Shao-Xuan Zeng. Hij won nog een ronde tegen Hiu-Tung Yu (Hongkong). Finalist in challengers van Andorra (verloor van Grégory Carraz) en Hubli-Dharwad (verloor van Danai Udomchoke). Won twee futures-toernooien met een winst/verlies-balans van 17-4. Hij had een balans van 19-17 in challengers. Een balans van 3-0 in het Davis Cup-dubbelspel. Hij was finalist in het dubbelspel van de challenger van Kioto met zijn partner Jan Hájek.

### 2004
Gekwalificeerd voor Wimbledon, waar hij zijn grandslamdebuut maakte (verloor in de eerste ronde van Andy Roddick). Kwalificeerde zich ook voor ATP-toernooi van Washington en ATP-toernooi van Tokio. Bereikte de tweede ronde in Tokio (versloeg in de eerste ronde Jeff Morrison, verloor in de tweede ronde van David Nalbandian). Won een ronde in het enkelspel tijdens de Davis cup van Pakistan. Bereikte vier keer de halve finale van challengers. Had een winst/verlies-balans van 22-18 in challengers. Won ook een ronde in het dubbelspel op Davis cup van Pakistan (zijn partner: Lu Yen-hsun). Was finalist in het dubbelspel van de challenger van Forest Hills (zijn partner: Michael Berrer).

### 2005
De Taiwanese no. 1 bereikte voor de eerste keer in zijn carrière de top 100 en verbeterde zijn eindejaarranking voor het vijfde jaar op rij. Opende het seizoen met een Australian Open-debuut als een wildcard-speler (verloor van Tomas Zib). Speelde zijn eerste international series-toernooi op het ATP-toernooi van Marseille (verloor van Ivo Karlović), daarna kwalificeerde hij zich voor het ATP-toernooi van Rotterdam (verloor van Joachim Johansson). In de Davis cup moest hij het opnemen tegen Japan, waar hij zijn eerste partij verloor tegen Takao Suzuki, maar zijn tweede won tegen Gouichi Motomura. Verloor daar het dubbelspel tegen Thomas Shimada en Takao Suzuki (zijn partner: Lu Yen-hsun). Won de titel van de challenger van Ho Chi Minhstad (versloeg Tomas Behrend). Hij verloor de enkelspelpartij en de dubbelspelpartij op Davis cup tegen Pakistan op gras als ondergrond. Kwalificeerde zich voor het ATP-toernooi van Halle en bereikte daar de tweede ronde (versloeg in de eerste ronde Michaël Llodra, maar verloor in de tweede ronde van Philipp Kohlschreiber). Greep een titel in de Spaanse futures in juni. In juli en augustus drie challengerfinales. Eindigde als finalist in Valladolid (verloor van Filip Prpic) en in Segovia (verloor van Michael Berrer) alvorens een titel te winnen in Istanboel (versloeg Michael Berrer). Op het ATP-toernooi van Peking verloor hij in de eerste ronde van Rafael Nadal. Bereikte zijn eerste kwartfinale in ATP op het ATP-toernooi van Bangkok, hij versloeg daar Kevin Kim en Tommy Haas, maar verloor van Jarkko Nieminen. Bereikte een winst/verlies-balans van 30-12 bij de challengers. In het dubbelspel bereikte hij één futures-finale. Bereikte de kwartfinale in het ATP-toernooi van Peking (zijn partner: Danai Udomchoke). Hij verdiende dit jaar US$ 129.193.

### 2007
De Taiwanese tennisser stond aan het einde van dit jaar in de top 150 voor het derde jaar op rij. Had een winst/verlies-balans van 5-2 in ATP-toernooien, met als hoogtepunt een kwartfinale op het ATP-toernooi van Bangkok (verloor van Dmitri Toersoenov) in september. Deed mee aan Wimbledon, waar hij de tweede ronde bereikte (verloor van Jonas Björkman). Won zijn twee Davis cup-partijen tegen China (Yu Xin-yuan en Sun Peng) in april. Had een 19-9-balans in challengers, met twee titels: in Busan (won van Jan Vacek) en in Recanati (won van Andrej Goloebev). In het dubbelspel was hij finalist in Ho Chi Minhstad (zijn partner: Sebastian Rieschick).

## Palmares

### Finaleplaatsen enkelspel
| Nr.                  | Datum            | Toernooi        | Ondergrond | Tegenstander in finale | Score         |
| -------------------- | ---------------- | --------------- | ---------- | ---------------------- | ------------- |
| Gewonnen challengers |                  |                 |            |                        |               |
| 1.                   | 13 mei 2002      | Fargʻona        | Hardcourt  | Tuomas Ketola          | 6-3, 6-1      |
| 2.                   | 14 maart 2005    | Ho Chi Minhstad | Hardcourt  | Tomas Behrend          | 6-3, 7-64     |
| 3.                   | 5 september 2005 | Istanboel       | Hardcourt  | Michael Berrer         | 4-6, 6-4, 6-3 |
| 4.                   | 28 mei 2007      | Busan           | Hardcourt  | Jan Vacek              | 6-3, 6-2      |
| 5.                   | 23 juli 2007     | Recanati        | Hardcourt  | Andrej Goloebev        | 6-3, 3-6, 6-4 |

### Finaleplaatsen dubbelspel
| Nr.                              | Datum         | Toernooi  | Ondergrond | Partner   | Tegenstanders in finale    | Score    |
| -------------------------------- | ------------- | --------- | ---------- | --------- | -------------------------- | -------- |
| Gewonnen challengers herendubbel |               |           |            |           |                            |          |
| 1.                               | 25 maart 2013 | Le Gosier | Hardcourt  | Dudi Sela | Philipp Marx Florin Mergea | 6-1, 6-2 |

## Resultaten grandslamtoernooien
| Legenda | Legenda                          |
| ------- | -------------------------------- |
| g.t.    | geen toernooi gehouden           |
| l.c.    | lagere categorie                 |
| –       | niet deelgenomen                 |
| G       | uitgeschakeld in de groepsfase   |
| 1R      | uitgeschakeld in de eerste ronde |
| 2R      | uitgeschakeld in de tweede ronde |
| 3R      | uitgeschakeld in de derde ronde  |
| 4R      | uitgeschakeld in de vierde ronde |
| KF      | uitgeschakeld in de kwartfinale  |
| HF      | uitgeschakeld in de halve finale |
| F       | de finale verloren               |
| W       | het toernooi gewonnen            |
| w-v     | winst/verlies-balans             |

### Enkelspel
| Grandslamtoernooien   |      |      |       |      |      |      |      |      |        |
| Australian Open       | –    | 1R   | 2R    | –    | –    | –    | 1R   | 1R   | 1-4    |
| Roland Garros         | –    | –    | 1R    | –    | –    | –    | –    | –    | 0-1    |
| Wimbledon             | 1R   | –    | 2R    | 2R   | 1R   | 2R   | 3R   | –    | 5-6    |
| US Open               | –    | –    | 1R    | –    | 2R   | –    | –    | –    | 1-2    |
| Winst-verlies         | 0-1  | 0-1  | 2–4   | 1-1  | 1-2  | 1-1  | 2-2  | 0-1  | 7-13   |
| ATP World Tour Finals |      |      |       |      |      |      |      |      |        |
| ATP World Tour Finals | –    | –    | –     | –    | –    | –    | –    | –    | 0-0    |
| ATP Masters 1000      |      |      |       |      |      |      |      |      |        |
| Indian Wells          | –    | –    | –     | –    | –    | –    | –    | –    | 0-0    |
| Miami                 | –    | –    | –     | –    | –    | –    | 1R   | –    | 0-1    |
| Monte Carlo           | –    | –    | –     | –    | –    | –    | –    | –    | 0–0    |
| Hamburg               | –    | –    | –     | –    | l.c. | l.c. | l.c. | l.c. | 0–0    |
| Madrid                | –    | –    | –     | –    | –    | –    | –    | –    | 0-0    |
| Rome                  | –    | –    | –     | –    | –    | –    | –    | –    | 0-0    |
| Montreal/Toronto      | –    | –    | –     | –    | –    | –    | –    | –    | 0–0    |
| Cincinnati            | –    | –    | –     | –    | –    | –    | –    | –    | 0-0    |
| Shanghai              | l.c. | l.c. | l.c.  | l.c. | –    | –    | –    | –    | 0–0    |
| Parijs                | –    | –    | –     | –    | –    | –    | –    | –    | 0-0    |
| Olympische Spelen     |      |      |       |      |      |      |      |      |        |
| Olympische Spelen     | –    | g.t. | g.t.  | g.t. | –    | g.t. | g.t. | g.t. | 0-0    |
| Statistieken          |      |      |       |      |      |      |      |      |        |
| Totaal aantal titels  | 0    | 0    | 0     | 0    | 0    | 0    | 0    | 0    | 0      |
| Totaal winst-verlies  | 2-3  | 4-10 | 10-16 | 5-2  | 3-4  | 1-3  | 4-5  | 1-1  | 41-48  |
| Eindejaarsranking     | 168  | 103  | 147   | 146  | 156  | 166  | 124  | 310  | n.v.t. |

### Mannendubbelspel
| Grandslamtoernooien   |      |      |        |
| Australian Open       | –    | 1R   | 0-1    |
| Roland Garros         | –    | –    | 0-0    |
| Wimbledon             | –    | –    | 0-0    |
| US Open               | 1R   | 1R   | 0-1    |
| Winst-verlies         | 0–1  | 0-1  | 0-2    |
| ATP World Tour Finals |      |      |        |
| ATP World Tour Finals | –    |      | 0-0    |
| Olympische Spelen     |      |      |        |
| Olympische Spelen     | g.t. | g.t. | 0-0    |
| Statistieken          |      |      |        |
| Totaal aantal titels  | 0    | 0    | 0      |
| Eindejaarsranking     | 537  | 265  | n.v.t. |